# Rimapenaeus similis
Rimapenaeus similis är en kräftdjursart som först beskrevs av Sidney Irving Smith 1885.  Rimapenaeus similis ingår i släktet Rimapenaeus och familjen Penaeidae. Inga underarter finns listade i Catalogue of Life.